# 薩波蒂特蘭 (胡蒂亞帕省)
14°8′N 89°50′W / 14.133°N 89.833°W
薩波蒂特蘭（西班牙語：Zapotitlán），是危地馬拉的城鎮，位於該國東南部，由胡蒂亞帕省負責管轄，面積84平方公里，海拔高度704米，2002年人口8,620，人口密度每平方公里102.62人。